# Matscha-Krater
Koordinaten: 60° 5′ 7″ N, 117° 39′ 5″ O
Matscha (russisch Мача) bezeichnet eine Gruppe von Einschlagkratern in der Republik Sacha im südlichen Mittelsibirien.
Der Krater ist mit einem Durchmesser von 300 Metern der größte in einem Feld von fünf Kratern mit Durchmessern zwischen 60 und 300 Metern. Die zwei größten Krater bilden den birnenförmigen Abram-See, drei kleinere Krater befinden sich weiter im Norden. Alle Krater sind gut erhalten.
Die Krater können durch den Fall von Eisenmeteoriten entstanden sein. Ihr Alter wird auf ungefähr 7.000 Jahre geschätzt.